# 清唇齿塞擦音
清唇齿塞擦音（voiceless labiodental affricate、国际音标符号：[p̪͡f]）是一个相对少见的塞擦辅音，由清唇齿塞音 [p̪] 和清唇齿擦音 [f] 组成。对应的浊音为浊唇齿塞擦音 [b̪͡v]。

## 特徵
清唇齒塞擦音的特徵包括：
- 調音方法屬於塞擦音，調音時先阻礙空氣在聲腔流動，再形成狹窄通道讓氣流通過發生湍流來調音。
  - 在這個輔音中，屬於塞音的部分可分成兩種：
    - 清雙唇塞音，即調音部位為雙唇。則帶有此音的塞擦音應該被稱為「清雙唇-唇齒塞擦音」。
    - 清唇齒塞音，即調音部位為下唇與上齒。

  - 在這個輔音中，屬於擦音的部分是清唇齒擦音，同樣由下唇與上齒調音。
- 發聲類型是清音，意味着發音時聲帶並不顫動。
- 本輔音是口腔輔音（口音），表示調音時空氣只從口裡流出。
- 本輔音為中央輔音，調音時氣流在口腔的中央流過舌面，而不從兩側流過。
- 氣流機制是肺部氣流，即由肺與橫膈膜驱动空气。

## 汉语族
現代標準漢語（標準官話）和粵語广州话、吳語苏州话及上海话等主要汉语变体均无此音。该音在官话方言中有一定的分布，有此音的方言多有清音的送气不送气对立，但无清浊对立。
/p͡f/组分布在中原官话关中片、陇中片、秦陇片、汾河片、郑曹片和蔡鲁片，兰银官话的河西片、金城片，西南官话的一些方言區，和部分闽语、晋语和赣语区。它有多个来源，按来源区分：
1. 来源于知系，如：西安话、兰州话。
2. 来源于知系和见组，如：张掖话、山丹话。
3. 来源于帮组，如：礼县话、宝鸡话。
4. 来源于知系和帮组，如：康县话。
5. 来源于帮组和见系，如：麻阳话。
6. /p/在/u/前的变体，如：普宁话。

虽然/p͡f/音来源众多，但其产生有一共性：皆是由韵母合口呼的介音牵动产生，属增音现象。/p͡f/组的产生大概在元代以后，各地演变时间不尽相同。

## 其他語言
| 语言     | 语言           | 词汇     | 国际音标     | 意义         | 注释                                                                 |
| -------- | -------------- | -------- | ------------ | ------------ | -------------------------------------------------------------------- |
| 汉语     | 闽南语普宁话   | 飞 pue   | /pfue˨˨/     | 飞           | /p/在/u/前的变体。                                                   |
| 汉语     | 中原官话西安话 | 猪/豬    | [p̪͡fu²¹]      | 猪           | 来自中古汉语卷舌塞音的唇化。                                         |
| 德语     | 标准德语       |          | [ˈp͡fɪɐ̯zɪçə]ⓘ | 桃子（复数） | 唇-唇齿音。作为10世纪高地德语的辅音推移中/p/的反映。参见标准德语音系 |
| 德语     | 瑞士德语       |          | [ˈz̥oi̯p͡fə]    | 肥皂         | 双唇-唇齿音。例词来自苏黎世方言。                                    |
| 意大利语 | 一些中南部方言 |          | [iɱˈp̪͡fät̪̚t̪i]  | 确实         | 唇齿音，/f/在鼻音后的同位异音。参见意大利語音系                      |
| 卢森堡语 | 卢森堡语       |          | [ˈkʰɑmp͡f]    | 打           | 只出现在德语借词中。参见卢森堡语音系                                 |
| Ngiti    | Ngiti          |          | [p̪͡fɔ̀ɱ(b̪)vɔ̄]  | 水鬼         | 更少时候是[p͡ɸ]                                                       |
| 聪加语   | XiNkuna方言    | timpfuvu | [tiɱp̪͡fuβu]   | 河马         | 和送气形式对立                                                       |